# Sara Parkman
Sara Lovisa Margareta Parkman, född 7 maj 1989 i Sköns församling, Västernorrlands län, är en svensk folkmusiker, violinist och sångerska. Hon är även verksam som skribent och dramatiker.

## Biografi
Sara Parkman är dotter till prosten Lars Parkman och diakonen Louise Parkman. Också hennes farföräldrar var prost respektive diakon. Hon växte upp i Härnösand med kyrklig musik och körsång samt lärde sig läsa noter i psalmboken. Hon har studerat vid Malungs folkhögskola, Musikkonservatoriet i Falun och Kungl. Musikhögskolan i Stockholm.
Efter att ha turnerat i tio år och släppt skivor med andra band albumdebuterade hon år 2016 under eget namn med Sara Parkmans skog. Musiken på skivan beskrev hon som "folkmusik för 2016, bestående av smutsiga 80-talssynthar, elektroniska instrument och uppblandat med pop". År 2017 släppte hon albumet Matriarkerna tillsammans med Samantha Ohlanders. På skivan medverkade flera av deras förebilder såsom Lena Willemark, Agneta Stolpe och Marie Selander. Hon har tidigare samarbetat med artister som Silvana Imam, Fever Ray, Bob hund och Seinabo Sey och varit en del av bandet Kraa.
År 2016 turnerade Sara Parkman med Riksteaterns föreställning Fäboland. Föreställningen kretsade kring de kvinnor som arbetade med boskapen vid fäbodvallarna och som skapade sitt eget soundtrack till arbetet. Parkman skrev texten till föreställningen, och musiken komponerade hon tillsammans med kollegorna Samantha Ohlanders och Hampus Norén. På uppdrag av Riksteatern skapade hon 2018 körverket Sång till välfärden tillsammans med Hampus Norén och Alexandra Loonin. Verket framfördes sedan i en föreställning med samma namn, som turnerade runt i Sverige. 2019 skrev hon och turnerade med ytterligare en Riksteaterföreställning, Nationalparken. Manuset skrev hon tillsammans med poeten Jonas Gren, och musiken skrev hon återigen tillsammans med Hampus Norén och Samantha Ohlanders.
Hon har även skapat musikradio till Sveriges Radio, kulat på Moderna Museet och varit spelman på bland annat Sápmi Pride, Bingsjöstämman, Cinema Queer och Dramaten. Sara Parkman blev en av de första medlemmarna i tankesmedjan "Unga tankar om musik" (UTOM), ett nätverk med Kungl. Musikaliska Akademien som beskyddare. År 2010 var hon med och startade nätverket Folkmusiker mot rasism. Parkman är krönikör i tidskriften ETC.
År 2017 utsågs hon till "Årets artist" vid Folk & Världsmusikgalan. Följande år prisades hon återigen på galan, denna gång tillsammans med Samantha Ohlanders då deras album Matriarkerna utsågs till "Årets utgåva". 2020 tilldelades hon Dagens Nyheters kulturpris.
Hösten 2021 var hon ett av husbanden i TV-underhållningen På spåret.
Å 2023 fick Parkman Skaps och Manifests pris till årets kompositör, och hennes album Funeral Folk blev "Årets Experimentellt" och Eros Agape Philia blev "Årets Folk" vid Manifestgalan. Hon vann även pris i kategorin "Årets folkmusik" på Grammisgalan 2023. Senare under året tilldelades hon Ulla Billquist-stipendiet för sitt förnyande av folkmusiken.
År 2024 tilldelades hon Evert Taube-stipendiet 

## Diskografi
- 2016 – Sara Parkmans skog (Hybris)
- 2017 – Matriarkerna (Kakafon Records) (med Samantha Ohlanders)
- 2019 – Vesper (Supertraditional)
- 2021 – Vesper remixed (Supertraditional)
- 2021 – Live på Clandestino Festival (Clandestino Institut)
- 2022 – Funeral Folk (XKatedral and Supertraditional) (med Maria W Horn)
- 2022 – Eros Agape Philia (Supertraditional)

## Utmärkelser
- 2017 – "Årets artist" vid Folk & Världsmusikgalan
- 2018 – "Årets utgåva" för Matriarkerna vid Folk & Världsmusikgalan
- 2020 – Dagens Nyheters kulturpris
- 2022 – "Årets live" på Manifestgalan[25]
- 2023 – "Årets kompositör", "Årets experimentellt" och "Årets folk" på Manifestgalan[26]
- 2023 – "Årets folkmusik" på Grammisgalan 2023[22]
- 2023 – Ulla Billquist-stipendiet[23]
- 2024 – Evert Taube-stipendiet [24]